# Portrait sur EPI

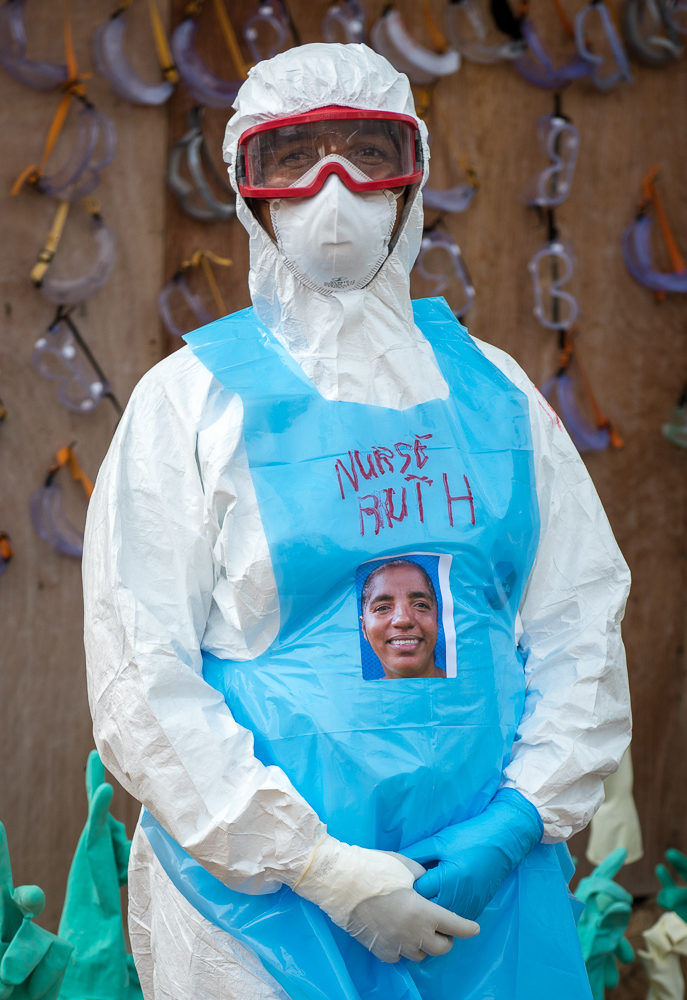
Ruth Johnson, infirmière de l'unité de traitement de l'Ebola, en 2015.

Le projet « portrait sur EPI » (PPE Portrait project) a commencé lors de l’épidémie d’Ebola 2014/2015 au Libéria par l’artiste Mary Beth Heffernan comme un moyen d’humaniser le personnel médical vêtu d’un équipement de protection individuelle médicale complet (EPI). Les patients qui vivent l’une des périodes les plus terrifiantes de leur vie ne voyaient pas les visages de leurs soignants. Le fait de mettre une photo sur le devant de l’EPI a grandement amélioré le rapport entre le patient et le soignant. La spécialiste en sciences sociales, Cati Brown-Johnson de l’université Stanford a, par la suite, relancé ce projet en 2020 lors de la pandémie du COVID-19. Le projet fut présenté au The Rachel Maddow Show, sur le principal réseau de radiodiffusion non commercial et de service public NPR, dans le magazine Smithsonian et sur la station de télévision américaine KQED (en).

## Antécédent historique
Le projet s’inspire d’un évènement survenu lors de l’épidémie d’Ebola de 2014 à 2015 au Libéria. Après avoir vu que les EPI couvrent les soignants des pieds à la tête et qu'ils cachent le visage, l’artiste américaine Mary Beth Heffernan, professeur d’art et d’histoire de l’art à « l’Occidental College », crée le « PPE Portrait Project » ou « Portrait sur l’EPI ». Elle propose, pour humaniser les combinaisons, de mettre la photo du visage sur le devant. Elle veut percer l’isolement des patients en leur permettant de mieux communiquer avec le personnel médical. Heffernan décrit son projet comme une « intervention artistique conçue pour améliorer les relations avec les patients souffrant de l’Ebola ».
Le médecin libérien Massaquoi recevait beaucoup de courriels de suggestions quant au traitement de l’Ebola, mais ceux-ci « présentaient des idées non testées… et cela devenait lassant ». Lorsqu’il lit la proposition de mettre des photos sur les costumes, cela eut tellement de sens qu’il répond immédiatement à Heffernan. Les médecins J. Soka Moses et Moses Massaquoi invitent Heffernan au Libéria pour qu’elle rencontre le personnel médical. La « Gold Foundation » finance le voyage au Libéria d’Heffernan par une bourse de 5 000 $.
Heffernan passe trois semaines à s’installer et à donner la formation sur la manière d'utiliser le matériel d’impression des photos, qu’elle laisse sur place pour qu’ils continuent à s’en servir après son départ. Heffernan déclare au personnel de Maddow qu’elle « espérait que les portraits sur les EPI deviendraient une pratique médicale standard pour traiter les patients en quarantaine et qui ne reçoivent que la visite des soignants en EPI, au visage masqué ». Le personnel a affirmé « se sentir plus humain ».
À son retour, au cours des cinq années suivantes, Heffernan propose son projet à de nombreux hôpitaux, mais elle constate une absence d’intérêt. Cependant lors de la pandémie de COVID-19, l’attitude du personnel médical, dans de multiples hôpitaux, changea.

## Le projet de portait sur EPI
« Donc, vos patients terrifiés qui ne peuvent voir aucun de vos visages, ont au moins une idée sur qui vous êtes et de ce à quoi vous ressemblez. »

— Rachel Maddow, The Rachel Maddow Show
Cati Brown-Johnson, du « École de médecine de l'université Stanford », relance l’idée de mettre une photo sur l’EPI lors de la pandémie de COVID-19. Elle étudie la compassion et l’humanisme en médecine. Brown-Johnson a d’abord testé le projet avec les l’infirmières et les infirmiers du centre de test pour la COVID-19 de l’université Stanford, un service offert à l’auto. Le personnel a déclaré qu’il avait immédiatement remarqué de meilleures relations avec les patients. Une infirmière, Anna Chico, qui travaillait au centre de test, raconta qu’elle se présentait en pointant son portrait et en disant « c’est moi sous tout cela ». Les médecins ont indiqué qu’ils avaient l’impression d’interagir avec des personnes, « au lieu d’objets »,.
Brown-Johnson affirme que l’expérience montre « qu’un soignant empathique et compétent travaille mieux avec les mécanismes de guérison d’une personne. Et l’EPI en lui-même, de haut en bas… ne reflète que la compétence. La photo du visage vous donne la seule chaleur humaine, ce qui est en partie, la base de la recherche qui nous poursuivons ». Brown-Johnson a en outre déclaré qu’elle constate une amélioration du moral du personnel médical parce qu’il se sent plus humain.
Rachel Maddow de l’émission de télévision du même nom, remarque que le docteur Ernest Patti de l'hôpital Saint Barnabas (en), qu’elle avait interviewé plusieurs fois sur ses expériences de travail avec les patients COVID-19, porte un EPI avec son visage sur le devant. Maddow affirme que de voir une photo souriante aide à créer un véritable lien au lieu d’une « connexion extraterrestre, même s’ils font de leur mieux pour vous sauver la vie ».
Maddow se renseigne sur l’origine de la photo auprès de Patti et apprend que la Dr Lori Justice Shocket lui a envoyé. La Dr Shocket, artiste et diplômée en médecine, est mariée à un médecin-urgentiste et elle a un fils et un beau-fils qui sont également des urgentistes. Shocket propose aux gens de lui faire parvenir une photo souriante de leurs visages par courriel, elle l’imprime et leur retourne.
Heffernan souhaite que les hôpitaux possède les outils et la formation afin qu’ils produisent eux-mêmes leurs autocollants. Heffernan a affirmé qu'au Libéria l’on percevait les travailleurs de la santé vêtus en EPI « comme des « ninjas effrayants », ce qui isolent, déshumanisent et aggravent la peur des patients ». Le magazine Smithsonian déclare que le sentiment d’interagir avec quelqu’un dans cette tenues revient à « anonymiser ces personnes masquées et sans expression dans des combinaisons spatiales ».
Hefferman propose que tout le personnel médical place leur autoportrait sur leur EPI. Même dans les situations où le soignant porte seulement un masque : voir une photo souriante serait bénéfique pour le patient.

Depuis avril 2020, dans plusieurs hôpitaux, le personnel a commencé aussi à coller leur portrait sur leur EPI : la faculté de médecine de l’université du Massachusetts, la « U.S.C. Keck School of Medicine » et le « Boston Children’s Hospital ».

« Mettre des photos sur un EPI est simple et demande peu technologiquement. Mais cette action transforme favorablement les rencontres avec un patient quand il se sent seul et qui vit des moments effrayants. Nous étions si heureux de soutenir Mary Beth Heffernan et sa brillante idée dans son projet initial au Libéria. Nous exhortons tous les hôpitaux à adopter cette pratique, afin que les personnes hospitalisées et les équipes soignantes en bénéficient. »

— Dr Richard I. Levin, président-directeur général de la Gold Foundation.

## Aspects pratiques
Le site Web « Stanford Medicine » suggère, dans les milieux à haut risque de contagion, de jeter la photo lors de la mise au rebut de l’EPI. Pour ceux à faible risque, on doit désinfecter l’autocollant, de la même manière que votre porte-nom. Si vous prenez votre autoportrait, sélectionnez le mode « portrait ou égoportrait », regardez directement dans l’objectif et « souriez comme quand vous visitez vos patients ». Heffernan recommande un papier à étiquette réutilisable de format lettre ou A4. La possibilité de laminer, de désinfecter ou de réutiliser la photo a été analysée, mais on craint que le rebord plastifié n’endommage l’EPI et qu’il protège moins contre la contamination. Le personnel médical peut se garder une réserve de photos dans le vestiaire. Le site suggère de porter la photo au « niveau du cœur », car vous soignez les patients avec votre cœur.